# أسلوبية

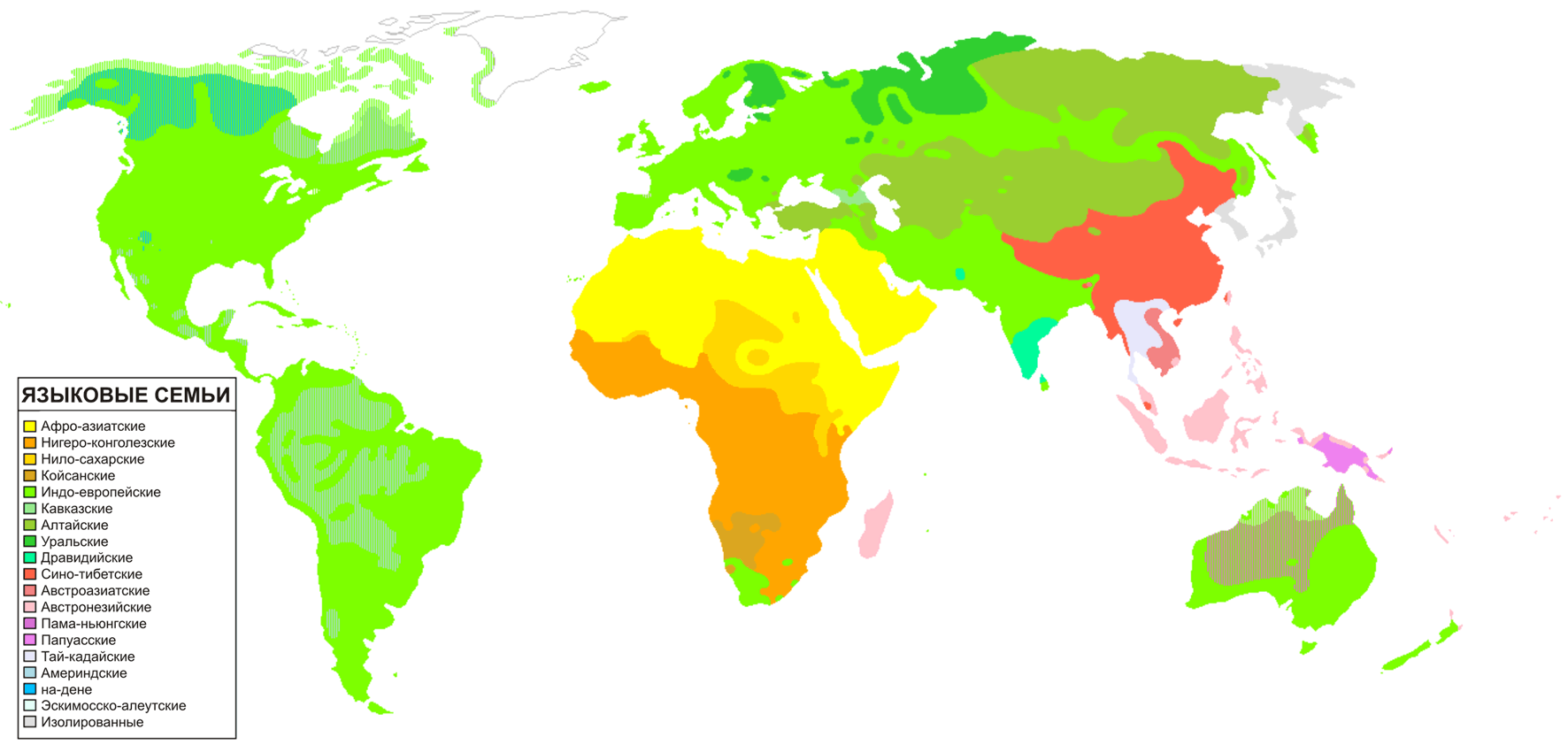

الأسلوبية أو علم الأسلوب فرع من فروع اللغويات التطبيقية، وهو دراسة النصوص من جميع الأنواع و/ أو اللغة المنطوقة وتفسيرها فيما يتعلق بالسمات الأسلوبية التي تميز النص على الصعيد اللغوي أو النغمي ، إذ يكون الأسلوب هو التنوع اللغوي الخاص المُستخدم من قبل أفراد مختلفين و/ أو في مواقف أو أُطر مختلفة. تُستخدم اللغة العامية أو اللغة اليومية على سبيل المثال بين الأصدقاء بشكل غير رسمي، في حين تُستخدم لغة أكثر رسمية، فيما يتعلق بالقواعد، أو النطق، أو اللهجة، أو القاموس أو اختيار الكلمات، في كتابة خطاب تقديم بيان المؤهلات والخبرات وأثناء التحدث في مقابلة وظيفية.
يُنتهج الربط بين الأسلوبية النقد الأدبي واللغويات. فهو ليس مجالًا مستقلًا من تلقاء نفسه، ويُمكن تطبيقه في فهم الأدب والصحافة واللغويات. قد تتراوح مصادر الدراسة في الأسلوبية من أعمال الكتابة القانونية إلى النصوص الشعبية، ومن صناعة الإعلانات إلى الأخبار الواقعية والثقافة الشعبية، والخطابات السياسية والدينية أيصاً. في الواقع، أوضحت الأعمال الحديثة في علم الأساليب النقدية، الأساليب متعددة الوسائط والأساليب الإعلامية أن النصوص غير الأدبية قد تكون ذات أهمية لعلماء الأسلوبية (لا تقل عن اهتمام علماء النصوص الأدبية). أدبيًا، وبمعنى آخر، يُنظر إلى الأدب هنا على أنه «نقطة قابلة للقياس بدلاً من كونه بحتًا مطلقًا».
قد يحاول الأسلوبية باعتباره فرعًا معرفيًا تصوريًا إنشاء مبادئ قادرة على شرح الاختيارات الخاصة التي يتخدها الأفراد والمجموعات الاجتماعية عند استخدامهم للغة، كما هو الحال في تناول الإنتاج الأدبي، ودراسة الفن الشعبي، في دراسة اللهجات المنطوقة والتسجيلات، ويُمكن تطبيقها على مجالات أخرى مثل تحليل الخطاب وكذلك النقد الأدبي.
تشمل السمات الشائعة للأسلوب استخدام الحوار، بما في ذلك لهجات إقليمية ومصطلحات فردية (أو لهجات فردية)، وتوزيع أطوال الجمل، واستخدام تسجيلات لغة معينة، وما إلى ذلك. إضافةً إلى ذلك، الأسلوبية هو مصطلح مميز يُستخدم لتحديد الروابط بين الشكل والتأثيرات ضمن تنوع لغوي محدد. لذلك، ينظر علماء الأسلوبية إلى ما يجري داخل اللغة، إلى ماهيّة الروابط اللغوية التي يكشفها الأسلوب اللغوي.

## أوائل القرن العشرين
يعود تحليل الأسلوب الأدبي إلى دراسة علم البلاغة الكلاسيكي، على الرغم من أن الأساليب الحديثة لها جذور في الشكليات الروسية، ومتعلقة بمدرسة براغ في أوائل القرن العشرين.
اقترح شارلز بالي الأسلوبية الفرنسي تخصصاً أكاديمياً مستقلاً لإكمال اللغويات السوسورية، في عام 1909. لم تستطِع اللغويات السوسورية في حد ذاتها وصف لغة التعبير الشخصي تمامًا، بالنسبة إلى بالي. يتلاءم برنامج بالي مع أهداف مدرسة براغ.
تبنت مدرسة براغ مفهوم الصدارة، انطلاقًا من أفكار المهتمين بالشكليات الروسية، إذ يُفترض أن اللغة الشعرية تُعتبر منفصلة عن اللغة الأساسية غير الأدبية، عن طريق الانحراف (عن قواعد اللغة اليومية) أو التوازي. ومع ذلك، فإن هذه اللغة الأساسية ليست ثابتة، طبقًا لمدرسة براغ، وبالتالي تتغير العلاقة بين اللغة الشعرية واللغة اليومية بشكل دائم.

## أواخر القرن العشرين
كان رومان جاكوبسون عضوًا نشطًا ضمن المهتمين بالشكليات الروسية ومدرسة براغ، قبل هجرته إلى أمريكا في عام 1940. جمع الشكليات الروسية والنقد الأمريكي الجديد في بيانه الختامي في مؤتمر حول الأسلوبية في جامعة إنديانا في عام 1958. نُشرت محاضرة جاكوبسون في كتاب علم اللغويات وفن الشعر في عام 1960، وسُجلت على أنها أول صياغة متماسكة في الأسلوبية، وكانت حجته هي أن دراسة اللغة الشعرية يجب أن تكون فرعًا من فروع اللغويات. وصف الوظيفة الشعرية في المحاضرة على أنها واحدة من ست وظائف عامة للغة.
مايكل هاليداي شخصية مهمة في تطور الأسلوبية البريطاني. دراسته للوظيفة اللغوية والأسلوب الأدبي عام 1971: تحقيق في لغة ويليام غولدنغ بعنوان الورثة وهي مقالة أساسية. استخدام مصطلح التسجيل لشرح الراوبط بين اللغة وسياق الكلام أحد مساهمات هاليداي. يختلف التسجيل عن اللهجة المحلية بالنسبة لهاليداي. تُشير اللهجة المحلية إلى اللغة المعتادة لمستخدم معين في نطاق جغرافي أو اجتماعي محدد. يصف التسجيل الخيارات التي اتخذها المستخدم، تعتمد الخيارات على ثلاثة متغيرات: الحقل («ما انكب المشاركون على فعله في الواقع»، على سبيل المثال، مناقشة موضوع أو نقطة معينة)، والمغزى (وهو المُشارك في عملية التبادل)، والصيغة (استخدام اللغة في محلها).
يعلق فاولر قائلًا: تنتج الحقول المختلفة لغة مختلفة، وهذا أوضح على مستوى مفردات اللغة (فاولر. 1966، 192)، يشير عالم اللغة ديفيد كريستال إلى أن المغزى عند «هاليداي» يُمثل مصطلحًا مكافئًا تقريبًا لمصطلح «الأسلوب»، وهو مصطلح بديل أكثر تحديدًا يستخدمه علماء اللغة لتجنب الغموض (كريستال. 1985، 292). أما التصنيف الثالث عند هاليداي وهو الصيغة، فقد أشار إليه على أنه التنظيم الرمزي للحالة. يوضح داونز جانبين مختلفين ضمن فئة الصيغة، ويقترح أنه لا يصف فقط العلاقة باللغة: المكتوبة والمنطوقة وما إلى ذلك، ولكنه يصف أيضًا نوع النص (داونز، 1998، 316). يشير «هاليداي» إلى النوع باعتباره لغة سابقة الترميز، وهي لغة لم تُستخدم ببساطة من قبل، ولكنها تحدد اختيار المعاني النصية مسبقًا. يوضح عالم اللغة وليام داونز هذه النقطة قائلًا أن السمة الرئيسة للتسجيل -بصرف النظر عن مدى غرابتها أو تنوعها- هي الوضوح وإمكانية التعرف عليها فورًا (داونز، 1998، 309).

## الأسلوبية الأدبية
في موسوعة كامبريدج للغة، يلاحظ كريستال محاولة معظم علماء التحليل الأسلوبي التعامل مع اللغة المعقدة «القيمة» في الأدب، أثناء الممارسة العملية، أي «الأسلوبية الأدبي». ويضيف قائلًا إنه في مثل هذا الفحص يُضيق النطاق غالبًا للتركيز على السمات الأكثر إثارة في اللغة الأدبية، على سبيل المثال، سماتها «الشاذة» غير الطبيعية، بدلاً من الهياكل المتحررة الموجودة في جميع النصوص أو الخطابات. على سبيل المثال، من المرجح أن تكشف لغة الشعر المدمجة عن أسرار بنائها إلى علماء الأسلوب بدلًا من لغة المسرحيات والروايات (كريستال. 1987، 71).